# Artur Wypochowicz
Artur Wypochowicz (* 1. Januar 1893 in Posen; † 9. Februar 1972 in Magdeburg) war Kommunalpolitiker, Antifaschist und Widerstandskämpfer gegen den Nationalsozialismus.

## Leben
Wypochowicz trat 1918 der Polnischen Sozialistischen Partei bei. 1921 wurde er Mitglied der KPD, die er von 1921 bis 1933 in der Magdeburger Stadtverordnetenversammlung vertrat.
Bereits 1930 erfolgte eine Inhaftierung wegen Landes- und Hochverrat. Nach der Machtergreifung der Nationalsozialisten im Jahr 1933 beteiligte sich Wypochowicz am Widerstand. Er wurde verhaftet und in das KZ Buchenwald deportiert. Hier wurde er 1945 befreit.
Wypochowicz kehrte nach Magdeburg zurück und gehörte hier von 1946 bis 1957 wieder der Stadtverordnetenversammlung an.

## Ehrung
Die Stadt Magdeburg benannte zeitweise eine Straße (Artur-Wypochowicz-Straße) nach ihm.